# الیویه دلایتره
 الیویه دو لِتر (انگلیسی: Olivier Delaître؛ زادهٔ ۱ ژوئن ۱۹۶۷) یک تنیس‌باز اهل فرانسه است.